# جورج بريان
جورج بريان (بالإنجليزية: George Bryan)‏ هو قاضي ومحامي وسياسي أمريكي، ولد في 1731 في دبلن في جمهورية أيرلندا، وتوفي في 27 يناير 1791 في فيلادلفيا في الولايات المتحدة. انتخب President of the Supreme Executive Council of Pennsylvania ‏ (23 مايو 1778 – 1 ديسمبر 1778).